# Yoshinari Hyakutake
Yoshinari Hyakutake (Nagasaki, 21 november 1977) is een voormalig Japans voetballer.

## Carrière
Yoshinari Hyakutake speelde tussen 1996 en 1998 voor Cerezo Osaka.

## Statistieken
| Japan   | Japan        | Japan       | League | League | Emperor's Cup | Emperor's Cup | J-League Cup | J-League Cup | Totaal | Totaal |
| Seizoen | Club         | League      | Wed.   | Goals  | Wed.          | Goals         | Wed.         | Goals        | Wed.   | Goals  |
| ------- | ------------ | ----------- | ------ | ------ | ------------- | ------------- | ------------ | ------------ | ------ | ------ |
| 1996    | Cerezo Osaka | J. League 1 | 4      | 0      | 0             | 0             | 0            | 0            | 4      | 0      |
| 1997    | Cerezo Osaka | J. League 1 | 14     | 0      | 2             | 0             | 0            | 0            | 16     | 0      |
| 1998    | Cerezo Osaka | J. League 1 | 6      | 0      |               |               | 3            | 0            | 9      | 0      |
| Totaal  | Totaal       | Totaal      | 24     | 0      | 2             | 0             | 3            | 0            | 29     | 0      |